# アハマド・レザ・アベドザデ
アハマド・レザ・アベドザデ（ペルシア語: احمدرضا عابدزاده、1966年5月25日 - ）は、イランの元サッカー選手、現サッカー指導者。元イラン代表主将。ポジションはGK。
1998 FIFAワールドカップ予選の大陸間プレーオフでメルボルンの悲劇を演出し、イラン代表を20年ぶりのワールドカップに導いた名ゴールキーパーであり、イラン史上最高のゴールキーパーの一人とされている。

## 来歴

### クラブ
タム・イスファハーンSCで選手となった。その後、エステグラルFC、セパハンFCを経て、ヒルズィ（ペルセポリスFC）に所属した。ヒルズィでは1996年から2000年にかけて主将を務めた。

### 代表
1984年、18歳の時にU-20代表に招集された。U-20代表で好調なパフォーマンスを見せると1987年にパルフィズ・デハダリ監督によってA代表に招集された。1987年2月27日のクウェート代表戦で初出場、1失点はしたものの2-1の勝利に終わった。1990年アジア競技大会では決勝の北朝鮮代表戦でPKを2回止めた。大会をつうじて2失点しか許さなかった彼であるが、その両失点もPKであり、堅守を見せた。
1998 FIFAワールドカップ予選にて日本代表がワールドカップ初出場を決めた1997年11月16日の日本対イラン戦（ジョホールバルの歓喜）にも出場。Vゴールで敗戦したものの、延長戦後半までもつれ込む守備を見せた。その後の大陸プレーオフではオーストラリア代表との引分を2戦とも作りだし（オーストラリア側の視点からメルボルンの悲劇と呼ばれている）、イランを1978 FIFAワールドカップ以来のワールドカップ出場に導いた。本戦の初戦となったユーゴスラビア代表戦は怪我で欠場したが、アメリカ合衆国代表、ドイツ代表戦ではキャプテンマークを巻いて出場した。このグループで3位と云う快挙を残し、グループステージ最終戦を終えてイラン代表のワールドカップが終わった後、代表引退を発表した。

### 監督
2001年には発作に苦しみ選手引退を決断した。その後闘病生活を続けているものの、今日でも副作用に苦しんでいる。2007年3月11日に母親が亡くなった時にも発作を起こした。
そのような容体ではあるが、選手引退後は多数のクラブでゴールキーパーコーチを務めている。2001年にはサイパFC、2005年にはエステグラル・アフファーズFC、2008年から2009年にかけてはヒルズィ、2010年にはスティール・アジンFC、2011年から2012年にはアメリカのロサンゼルス・ブルースFCでその職務を全うした。その後、ラーフ・アハーンFCのゴールキーパーコーチとなった。

## プレースタイル
その尋常ではない安定性によって代表のゴールを10年以上に亘って守ってきた彼は「アジアの鷹」と呼ばれている。イラン史上最高のゴールキーパーは彼かナセル・ヘジャジと言われる程の評価がなされている。

## 個人
1988年、23歳の時に結婚し、娘と息子が一人ずついる。息子のアミル・アベドザデもサッカー選手であり、ゴールキーパーである。また、彼はファストフード店を経営している。

## 代表歴

### 出場大会
- イラン代表
  - 1998 FIFAワールドカップ

### 試合数
- 国際Aマッチ 76試合 0得点（1987年-1998年）[1]

| イラン代表 | 国際Aマッチ | 国際Aマッチ |
| 年         | 出場        | 得点        |
| ---------- | ----------- | ----------- |
| 1987       | 2           | 0           |
| 1988       | 9           | 0           |
| 1989       | 10          | 0           |
| 1990       | 5           | 0           |
| 1991       | 2           | 0           |
| 1992       | 5           | 0           |
| 1993       | 3           | 0           |
| 1994       | 0           | 0           |
| 1995       | 0           | 0           |
| 1996       | 14          | 0           |
| 1997       | 20          | 0           |
| 1998       | 6           | 0           |
| 通算       | 76          | 0           |